# NGC 7282
NGC 7282 ist eine Balken-Spiralgalaxie mit aktivem Galaxienkern vom Hubble-Typ SBb im Sternbild Eidechse am Nordsternhimmel. Sie ist schätzungsweise 213 Millionen Lichtjahre von der Milchstraße entfernt und hat einen Durchmesser von etwa 150.000 Lj.
Das Objekt wurde am 2. Oktober 1878 von Édouard Stephan entdeckt.